# Coillenaborgie
Koordinaten: 58° 29′ 46″ N, 4° 16′ 54″ W
Die Cairns von Coillenaborgie (auch Allt Ach Coile Na Borgie) liegen in der Grafschaft Sutherland in den schottischen Highlands, am südlichen Ortsrand von Borgie, etwa fünf Kilometer von der schottischen Atlantikküste – Torrisdale Bay – mit der Mündung des River Borgie entfernt.

## Lage
Am südlichen Ortsrand der weilerartigen Siedlung Borgie befindet sich die Einmündung der Ortsstraße in die A836 und Straßenbrücken über den River Borgie, die man in westliche Richtung überqueren muss. Etwa 200 Meter westlich der Brücken liegt rechts an der A836 die Einfahrt zu dem noch aktiven Steinbruch von Achanlochy.
Die Objekte – in britischen Karten auch mit Earthwork  bezeichnet – befinden sich beiderseits der Einfahrt und erstrecken sich parallel zur Straße.

## Beschreibung

### Coillenaborgie North

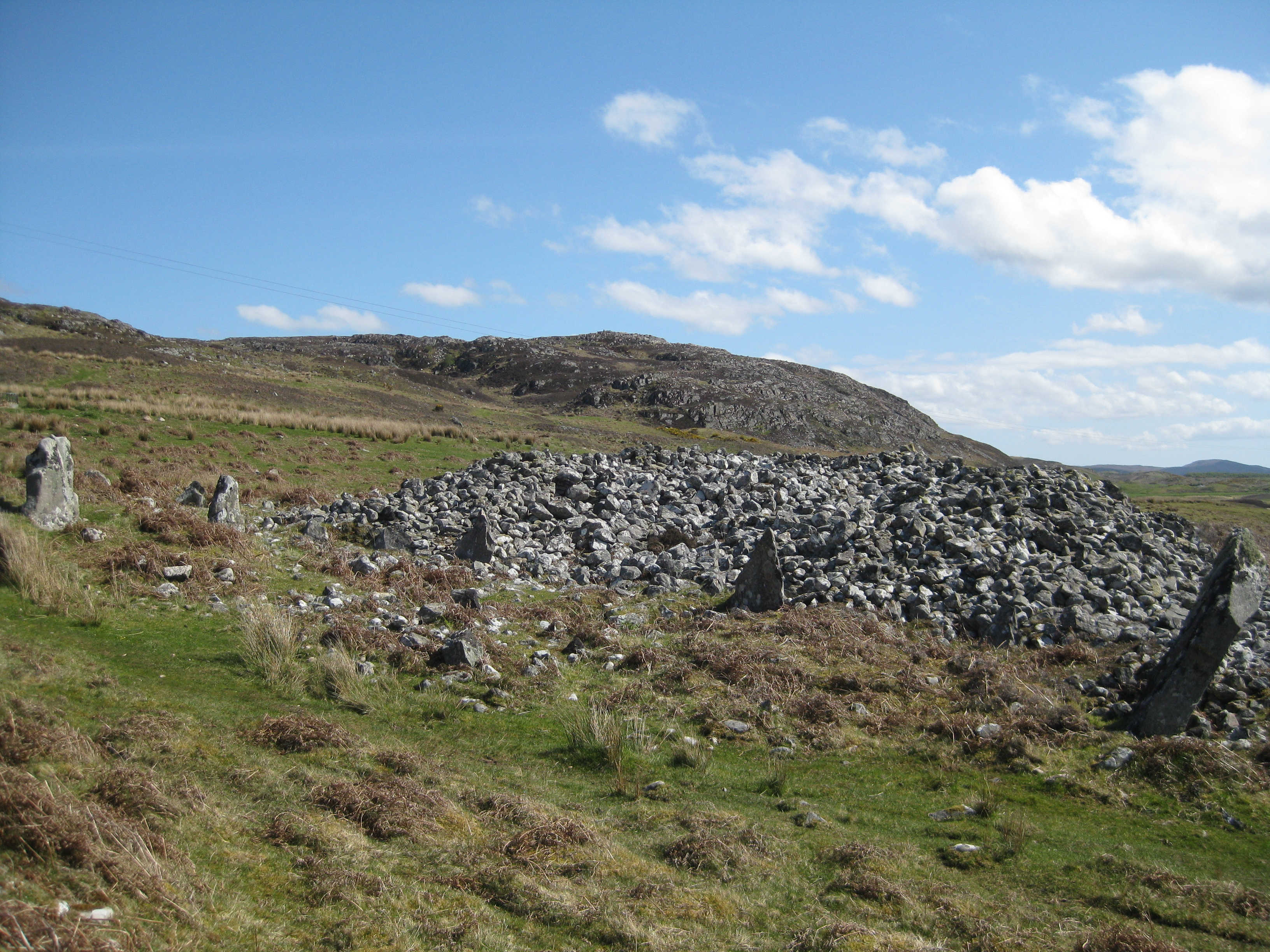
Coille Na Borgie Cairns bei Bettyhill

Die Form des stark gestörten ursprünglich etwa 48 m langen Horned Cairn vom Typ der Orkney–Cromarthy (OC) Passage tombs ist wegen Steinabtragungen kaum zu rekonstruieren. Die polygonale Kammer ist mit allerlei Unrat angefüllt.

### Coillenaborgie South
Die zweite, massige Megalithanlage desselben Typs liegt nur zehn Meter entfernt. Ihre Länge konnte, aufgrund der vorhandenen Randsteine auf 72 m rekonstruiert werden. An der breiteren Seite (im Norden) bilden so genannte Hörner zusammen mit der Front des Hügels einen etwa rechteckigen Vorhof, der etwa 18 m misst. Sechs der teilweise zwei Meter hohen Monolithe, die die Fassade bildeten, sind erhalten. Sie stellen ein für den Norden Schottlands ungewöhnliches Architekturelement dar. Auch am anderen Ende befindet sich ein Vorhof. Hier stehen noch drei Monolithe. Ein ungewöhnlich langer Gang, von dem einige Steine erhalten sind, führt zu der ehemaligen fast aller Steine beraubten Kammer, die offenbar eine kleinere Vorkammer besaß.
Die Achse der Kammern und des langen Ganges steht (ähnlich wie bei Skelpick Long) im stumpfen Winkel zu der Achse des aus Bruchgestein aufgeworfenen Cairns. Vermutlich wurde auch hier wie bei den Cairns von Camster und den Cairns von Cnoc Freiceadain in der nahen Grafschaft Caithness ein ehemaliger runder Cairn (Rundcairn) durch Überbauung zu einem Langhügel.